# Wendigo
Název Wendigo pochází z algonkinské folklórní tradice a označuje kanibalistického netvora či zlého ducha, požírajícího lidské maso. Je to mytické stvoření, které údajně žilo v oblasti Velkých jezer a v lesích podél severovýchodního pobřeží Kanady a USA. Wendigo láká do hlubokých lesů oběti lidským nářkem. Wendigo se může objevit jako monstrum s některými vlastnostmi člověka, nebo jako duch, který posedl člověka. Lidé ho řadí do světové rodiny upírů. Podle zobrazení však připomíná spíše vlkodlaka. Je spojován nejčastěji s kanibalismem. Legenda o mytickém stvoření Wendigo propůjčuje i jméno lékařskému termínu, tzv. Wendigo psychóze, která je považována za vážnou formu syndromu se symptomy, jako je například nesnesitelná touha po lidském těle a obavy, že se člověk stane kanibalem.

## Legenda

### Popis Wendiga
S mýtem jménem Wendigo je možno se setkat v oblasti severských lesů USA a Kanady. Jeho popis je ve většině legend dosti podobný – neuvěřitelně vyhublé tělo, kosti tlačící se na slabou kůži, zářící oči hluboko uvnitř důlku, dlouhé zažloutlé tesáky, rty potrhané a krvavé, přes patnáct stop vysoký a jeho pokožka je zbarvena dožluta nebo šeda. Byl cítit podivným a děsivým pachem hniloby a rozkladu. Wendigo je součástí folklórní víry algonkinských indiánů a přesto, že se může v legendách nepatrně lišit jeho popis, základ je stejný – zlomyslná a kanibalistická nadpřirozená bytost. Toto mytické stvoření bylo silně spojeno s obdobím silné zimy a hladověním.

### Legenda o Wendigovi
V legendách je Wendigo zobrazován jako člověk, který pojídal lidské maso, pročež byl proklet a změnil se ve výše popsané stvoření, na druhou stranu takovýto „proměněnec“ získal speciální schopnosti, jako nadlidskou sílu, rychlost nebo – podle některých verzí – i nesmrtelnost. (Wendigo je nesmrtelný, pouze pokud nehoří nebo jeho pokožka není nějakým způsobem v ohni. Poté, co jeho pokožka hoří, může být zastřelen nebo i jinak usmrcen. Wendigo má pokožku, kterou neprostřelí ani brokovnice. Wendiga lze odehnat plamenometem nebo jinou zbraní „chrlící“ oheň. Ovšem pokud se neschováte Wendigo si vás zase za poměrně krátkou dobu najde.) Jeden z těchto příběhů vypráví o skupině mladých lidí, která uvízla v hlubokých lesích bez dostatečných zásob. Jeden člen této skupiny se rozhodl, že za každou cenu přežije – a proto musí využít všechny dostupné zdroje, tedy i těla svých druhů, které zabil a pozřel. V souladu s příběhem se poté změnil ve Wendigo. Tento netvor může v některých příbězích sloužit i jako posel osudu, pokud ho spatříte, traduje se, že je to zlé znamení, které značí, že někdo vám blízký zemřel. Motiv trestu za kanibalismus se objevuje v mnoha kulturách.

## Etymologie
Hláskování: Wiindigoo (Odžibvejština) Wendigo, Weendigo, Windego, Wiindgoo, Windgo, Weendigo, Wiindigoo, Windago, Windiga, Wendego, Windagoo, Widjigo, Wiijigoo, Wijigo, Weejigo , Wìdjigò (Algonkinština), Wintigo, Wentigo, Wehndigo, Wentiko, Windgoe, Windgo, Wintsigo a wīhtikōw (Kríjština).

## Wendigo psychóza
Termín „Wendigo psychóza“ odkazuje na podmínky, v nichž má člověk neukojitelnou chuť na lidské maso, i když jsou k dispozici jiné zdroje potravy. Wendigo psychóza byla označena západními psychology jako syndrom, ačkoli se stále debatuje o možnosti existující psychické nemoci. Teorie byla populární především mezi psychology na začátku 20. století.
Jeden ze známých případů Wendigo psychózy je lovec z Alberty Swift Runner. Během zimy v roce 1878 Swift Runner zmasakroval svou ženu a dalších pět dětí, které následně snědl. Fakt, že se uchýlil ke kanibalismu, i když měl blízko k zásobám potravy, dokazuje, že v případě Swift Runnera se nejednalo o kanibalismus jako poslední možnost, aby si zachránil život, ale o muže, který trpěl psychózou Wendigo. Nakonec se přiznal a rozsudek smrti nad ním byl vykonán v Saskatchewanu.
Četnost případů se snížila, když se severní etnika Algonkinů začala stěhovat do měst a uchýlili se k evropskému životnímu stylu.